# Heinrich Schwendemann
Heinrich Schwendemann (* 12. Juni 1956 in Zell am Harmersbach) ist ein deutscher Historiker im Fach Neuere Geschichte mit dem Schwerpunkt auf der Zeit des Nationalsozialismus.

## Biographie
Schwendemann studierte Geschichte und Germanistik an der Universität Freiburg im Breisgau und wurde 1991 mit einer von Bernd Martin betreuten Arbeit über die wirtschaftliche Kooperation zwischen dem Deutschen Reich und der Sowjetunion während der Zeit des deutsch-sowjetischen Nichtangriffspaktes promoviert. Es folgte 1991 eine Lehrtätigkeit am Historischen Seminar der Universität Freiburg.
Bis zu seinem Ruhestand 2022 war er geschäftsführender Assistent des Historischen Seminars für Mittlere und Neuere Geschichte an der Universität Freiburg, Akademischer Oberrat und Studienberater im Fach Geschichte. Schwendemanns Habilitationsprojekt beschäftigte sich mit dem Endkampf des Zweiten Weltkriegs und dem militärischen Zusammenbruch im deutschen Osten 1944/45. Ein bisheriges Ergebnis ist die Erkenntnis, dass sich an dem äußerst verlustreichen „Endkampf“ an der Ostsee beispielhaft die Entschlossenheit Hitlers ersehen lässt, den Untergang des Dritten Reiches unter größtmöglichen Verlusten herbeizuführen.
1996 gründeten Freiburger Geschichtsstudenten bei Bernd Martin und Heinrich Schwendemann den Arbeitskreis Shoa.de, der ein vielbesuchtes Online-Geschichtsportal betreibt.

## Schriften (Auswahl)
Monographien
- Die wirtschaftliche Zusammenarbeit zwischen dem Deutschen Reich und der Sowjetunion von 1939 bis 1941. Alternative zu Hitlers Ostprogramm? Berlin: Akademie-Verl., 1993, ISBN 3-05-002382-1 (Zugl.: Freiburg (Breisgau), Univ., Diss., 1991).
- mit Wolfgang Dietsche: Hitlers Schloß. Die „Führerresidenz“ in Posen. Unter Mitarbeit von Bozena Gorczynska-Przybylowicz. Berlin: Links-Verl., 2003, ISBN 3-86153-289-1.[2]
- Das Ende des Zweiten Weltkrieges. Freiburg: Rombach, 1995.

Aufsätze
- Stalins Fehlkalkül. Die deutsch-sowjetischen Beziehungen 1939–1941. In: Tel Aviver Jahrbuch für deutsche Geschichte. ISSN 0932-8408, Bd. 24 (1995), S. 217–255.
- Lebensläufer über verbrannter Erde. Vom Rüstungsminister zum Widerständler. Wie Albert Speer die eigene Biographie rückwirkend beschönigte. In: Frankfurter Allgemeine Zeitung. Nr. 97, 26. April 2000, S. 52.
- «Deutsche Menschen vor der Vernichtung durch den Bolschewismus zu retten». Das Programm der Regierung Dönitz und der Beginn einer Legendenbildung. In: Kriegsende 1945 in Deutschland. Im Auftrag des Militärgeschichtlichen Forschungsamtes herausgegeben von Jörg Hillmann und John Zimmermann. R. Oldenbourg, München 2002, ISBN 3-486-56649-0, S. 9–35.
- Der „entgrenzte“ Architekt. Zur Rolle Albert Speers im „Dritten Reich“. In: Susanne Kuß (Hrsg.): Der Zweite Weltkrieg in Europa und Asien. Professor Dr. Bernd Martin zum 65. Geburtstag. Rombach, Freiburg im Breisgau 2006, ISBN 3-7930-9471-5, S. 33–51.
- Zwischen Abscheu und Faszination. Joachim C. Fests Hitler-Biographie als populäre Vergangenheitsbewältigung. In: Jürgen Danyel (Hrsg.): 50 Klassiker der Zeitgeschichte. Vandenhoeck & Ruprecht, Göttingen 2007, ISBN 978-3-525-36024-8, S. 127–131.
- Stalins Fehlkalkül: Die wirtschaftliche Zusammenarbeit zwischen dem Deutschen Reich und der Sowjetunion 1939–1941. In: Christoph Koch (Hrsg.): Gab es einen Stalin-Hitler-Pakt? Peter Lang 2015, ISBN 978-3-631-66422-3, S. 293–312.
- Die polnische Frage als Streitfall unter den Bundesgenossen - austropolnische Lösung versus deutsch beherrschter Pufferstaat. In: Bernd Martin u. a. (Hrsg.): Deutschland und Polen im und nach dem Ersten Weltkrieg. Deutsche Besatzungspolitik und die neue Westgrenze Polens. Poznań: Instytut Historii UAM, 2019, ISBN 978-83-66355-00-2, S. 439–449.